# Tierwohl
Tierwohl ist eine Bezeichnung für die Gesundheit und das Wohlbefinden von Tieren, insbesondere von Nutztieren. Das Tierwohl umfasst die Aspekte körperliche Gesundheit, die Ausführbarkeit von natürlichen Verhaltensweisen („Normalverhalten“) und das emotionale Wohlbefinden der Tiere. Das Tierwohl ist zu einem Thema von breit angelegter wissenschaftlicher Forschung und Diskussion und der Begriff zum politischen Fahnenwort geworden. Der Begriff Tierwohl taucht auch im Zusammenhang mit der Vermarktung von tierischen Produkten auf (siehe Tierwohllabel).
Das Tierwohl hängt entscheidend davon ab, ob die Tierhaltung tiergerecht ist, das heißt, ob sie den Bedürfnissen der Tiere gerecht wird. Das Thema des Tierwohls wird deshalb in der Fachliteratur häufig mit dem Begriff Tiergerechtheit angesprochen. Tiergerechtheit beschreibt als messbares Kriterium der Haltungsumgebung und des Umgangs mit dem Tier, „in welchem Maß Umweltbedingungen dem Tier die Voraussetzungen zur Vermeidung von Schmerzen, Leiden und Schäden sowie zur Sicherung von Wohlbefinden bieten“.
Die Frage des Tierwohls und der Tiergerechtheit stellt sich bei Nutztieren (Haustiere, Versuchstiere, Zirkustiere) und Heimtieren, teilweise auch bei Wildtieren (z. B. Zootiere, vgl. Wildtierhaltung). Dabei steht die landwirtschaftliche Nutztierhaltung im Vordergrund. Die Entscheidung, welche Haltungsbedingungen und Verfahren als nicht tiergerecht zu bewerten sind, hängt vom wissenschaftlichen Erkenntnisstand, aber auch von gesellschaftlichen Präferenzen ab. Der Gesetzgeber definiert im Tierschutzrecht Mindestanforderungen.

## Begriffsabgrenzung

### Tierwohl, Tiergerechtheit, animal welfare
Tierwohl und Tiergerechtheit verhalten sich spiegelbildlich: Das Tierwohl hängt vor allem vom tiergerechten Umgang mit den Tieren ab, und der Zweck einer tiergerechten Haltung ist das Tierwohl. Die beiden Begriffe werden oft gemeinsam erläutert, zum Beispiel: „Wenn Tiere gesund sind, ihr Normalverhalten ausführen können und negative Emotionen vermieden werden (z. B. Angst und Schmerz), kann von einer guten Tierwohl-Situation bzw. einer tiergerechten Haltung ausgegangen werden.“
Ansonsten betreffen die Begriffe Tierwohl und Tiergerechtheit zwar weitgehend, aber nicht genau dieselben Sachverhalte. Beispielsweise ist die körperliche Gesundheit des Tieres nicht allein von der Tierhaltung und vom tiergerechten Verhalten des Menschen abhängig: Ein Tier kann auch dann krank werden, wenn die Haltungsbedingungen und die tierärztliche Betreuung optimal sind. Da das Tierwohl in der Regel im Hinblick auf die Verantwortung des Menschen betrachtet wird, beziehen sich die beiden Begriffe dennoch auf dasselbe Thema. Sie werden in Fachtexten häufig wie Synonyme verwendet, obwohl dies zumindest unpräzise ist.
Der englische Begriff animal welfare, der auch in deutschen Fachtexten auftaucht, ist eine wörtliche Entsprechung zum deutschen Wort Tierwohl. Im Englischen wird animal welfare jedoch häufiger und mit einer breiteren Bedeutung verwendet als Tierwohl im Deutschen. Animal welfare kann sich ebenso auf das Wohlergehen von Tieren („Tierwohl“) beziehen wie auf die Tierhaltung und alle Aktivitäten des Menschen, die dem Schutz von Tieren dienen. Deshalb kommt je nach Kontext auch die Übersetzung mit Tierschutz oder artgerechte Haltung oder Tiergerechtheit in Frage. Animal welfare umfasst beispielsweise auch Schutzmaßnahmen für wildlebende Tiere und entspricht in dieser Hinsicht dem deutschen Begriff Tierschutz. Im Englischen wird der Begriff animal welfare auch auf historisch frühe Bemühungen um den Tierschutz angewendet und sollte in diesem Zusammenhang mit Tierschutz übersetzt werden. Somit entspricht animal welfare einem Überbegriff für mehrere deutsche Begriffe.

### Tierschutz
Während der Begriff der Tiergerechtheit sich auf die Qualität der Tierhaltung bezieht, gehören zum Tierschutz auch Schutzmaßnahmen für frei lebende Wildtiere. Beispiele sind die Wildrettung oder Maßnahmen zum Schutz von Walen (vgl. Walschutzgebiet). Delfine sind ein Thema des Tierschutzes, weil viele von ihnen als Beifang der Fischerei sterben; für die Diskussion der Tiergerechtheit sind Delfine nur dann relevant, wenn sie in Delfinarien gehalten werden.
Ein weiterer Unterschied besteht darin, dass es beim Tierschutz eher um elementare Bedürfnisse der Tiere geht, während das Konzept des Tierwohls auch das emotionale Wohlergehen der einzelnen Tiere in den Blick nimmt.

### Tierrechte
Die Konzepte der Tierrechte und der Tiergerechtheit stehen in einem teils gegensätzlichen, teils parallelen Verhältnis zueinander. Die Tierrechtsdebatte beschäftigt sich seit den 1970er Jahren mit der Frage, ob Menschen überhaupt die Berechtigung haben, Tiere zu nutzen. Tierrechte-Philosophen wie Tom Regan und Peter Singer lehnen die Nutzung von Tieren weitgehend ab. Im Gegensatz dazu gehen Praktiker (zum Beispiel Landwirte und Handelsunternehmen) und Wissenschaftler verschiedener Disziplinen (zum Beispiel Ethologen und Tiermediziner) von der Realität der Tierhaltung aus und beschäftigen sich mit der Frage, wie man Tiere – trotz ihrer Nutzung durch den Menschen – möglichst tiergerecht, also im Einklang mit ihren natürlichen Bedürfnissen behandeln und halten kann. Schritte auf dem Weg zu mehr Tiergerechtheit in der Tierhaltung können auch als schrittweise Annäherung an das Ideal der Tierrechte verstanden werden – zum Beispiel wenn bestimmten Nutztieren künftig das „Recht“ auf mehr Bewegungsfreiheit im Stall zugestanden wird. Insofern besteht auch eine gewisse Ähnlichkeit der Konzepte.
Die Erkenntnis, dass eine mehr oder weniger tiergerechte Haltung noch keine Gerechtigkeit gegenüber dem Tier bedeutet und nicht mit einer Anerkennung von Tierrechten gleichzusetzen ist, spiegelt sich in der Umbenennung des österreichischen Tiergerechtigkeitsindex (TGI), wie er ursprünglich genannt wurde. Helmut Bartussek, der den TGI im Jahr 1985 entwickelt hat, berichtete über die Umbenennung in Tiergerechtheitsindex (Fettschrift wie im Original):

„Das Verfahren wurde ursprünglich ‚Tiergerechtigkeitsindex - TGI‘ genannt. Die Ethologin Dr. Glarita Martin, Stuttgart, hat 1990 den Vorschlag gemacht, ihn durch ‚Tiergerechtheitsindex‘ zu ersetzen, denn er stellt fest, wie weit ein Haltungssystem den Ansprüchen der Tiere gerecht wird, wie weit es sich um ein tiergerechtes System handelt. Hingegen bedeutet der Begriff Tiergerechtigkeit, dem Tier Gerechtigkeit angedeihen zu lassen, eine Forderung, die über eine tiergerechte Haltung hinausgeht […] und sich schließlich auch der ethischen Frage widmet, wie weit eine Nutzung der Tiere überhaupt gehen darf und soll. Seit diesem berechtigten Hinweis wird der TGI als Tiergerechtheitsindex bezeichnet.“

## Messung und Bewertung

### Die fünf Freiheiten
Im Jahr 1979 wurde von dem damals neu gegründeten britischen Farm Animal Welfare Council (FAWC) das Konzept der „fünf Freiheiten“ veröffentlicht, das auf dem britischen Brambell Report (1965) aufbaute und weltweite Anerkennung gefunden hat. Es bildet die Grundlage für verschiedene Mess- und Bewertungssysteme für Tiergerechtheit. Das Farm Animal Welfare Council bearbeitete das Thema des Tierwohls weiter und veröffentlichte regelmäßig Berichte und Stellungnahmen, bevor es im März 2011 durch eine Nachfolgeorganisation, das heute tätige Farm Animal Welfare Committee (FAWC), ersetzt wurde.
Die fünf Freiheiten sind:
1. Freiheit von Hunger und Durst: Tiere haben Zugang zu frischem Wasser und gesundem und gehaltvollem Futter.
2. Freiheit von haltungsbedingten Beschwerden: Tiere haben eine geeignete Unterbringung (z. B. einen Unterstand auf der Weide), adäquate Liegeflächen etc.
3. Freiheit von Schmerz, Verletzungen und Krankheiten: Die Tiere werden durch vorbeugende Maßnahmen, bzw. schnelle Diagnose und Behandlung, Verzicht auf Amputationen (bzw. Betäubung) versorgt.
4. Freiheit von Angst und Stress: Durch Verfahren und Management werden Angst und Stress vermieden z. B. durch Verzicht auf Treibhilfen.
5. Freiheit zum Ausleben normaler Verhaltensmuster: Die Tiere haben die Möglichkeit das Normalverhalten auszuüben z. B. durch ausreichendes Platzangebot, Gruppenhaltung etc.

Das Konzept der fünf Freiheiten bietet einen Ansatz für die Operationalisierung, also die Messung der Tiergerechtheit in der Praxis.

### Indikatoren
Die Messung der verschiedenen Aspekte des Tierwohls erfolgt auf der Basis von Indikatoren. Hierbei werden unterschieden:
- Ressourcenbezogene Indikatoren, die bspw. Informationen über Haltungsverfahren und Platzangebot bereitstellen.
- Managementbezogene Indikatoren, die Praktiken wie die Enthornung von Rindern oder die Kastration von männlichen Ferkeln erfassen, aber auch die Fütterung und den Umgang mit den Tieren.
- Tierbezogene Indikatoren, die direkt am Tier gemessen werden. Beispiele für tierbezogene Indikatoren (animal-based indicators) sind Fußballenentzündungen (Pododermatitis) bei Mastgeflügel, Lahmheiten bei Milchkühen sowie Lungenbefunde am Schlachtkörper bei Mastschweinen.

Der Messung von Tiergerechtheit liegen immer mehrere Indikatoren zugrunde. Viele einzelne Indikatoren sind anerkannt und haben sich bewährt. Bislang steht kein allgemein anerkanntes Indikatoren-Set zur Verfügung. Die gebräuchlichen Mess- und Bewertungsverfahren treffen jeweils eine Auswahl aus den Indikatoren und setzen dabei Schwerpunkte.

### Mess- und Bewertungsverfahren
Einige Mess- und Bewertungsverfahren beziehen tier-, ressourcen- und managementorientierte Indikatoren ein, andere nutzen nur eine oder zwei Indikatorengruppen. Das liegt unter anderem daran, dass die Verfahren für verschiedene Anwendergruppen und Zwecke konzipiert sind. Beispiele sind die Politikberatung durch Behörden und Experten, Beratung für Landwirte, Betriebsplanung bzw. Eigenmonitoring durch Landwirte oder die Produktkennzeichnung (Tierwohllabel) von Handels- und Vermarktungsunternehmen.
| Verfahren                                          | Indikatoren                                       | Beschreibung |
| -------------------------------------------------- | ------------------------------------------------- | --- |
| Welfare Quality                                    | überwiegend tierbezogen                           | Im Projekt Welfare Quality wurden von einem Netzwerk europäischer Forschungsgruppen Beurteilungssysteme in Bezug auf Tierschutz sowie entsprechende Produktinformationen für Rinder, Schweine und Geflügel entwickelt. Für die Gesamtbeurteilung des Wohlergehens der Nutztiere in einem Betrieb werden gute Fütterung, gute Haltungsbedingungen, gute Gesundheit und artgemäßes Verhalten durch Tierbeobachtung erhoben und in einem Punktesystem bewertet. |
| Tiergerechtheitsindex                              | tierbezogen, ressourcenbezogen, managementbezogen | Der Tiergerechtheitsindex (TGI) ist für die Bewertung von Haltungsverfahren konzipiert. Für die Bereiche Bewegungsmöglichkeit, Sozialkontakt, Bodenbeschaffenheit, Licht und Luft (Stallklima) sowie Betreuungsintensität werden Punkte vergeben. Der TGI wird vor allem in Österreich angewendet. |
| Nationaler Bewertungsrahmen Tierhaltungsverfahren  | ressourcenbezogen                                 | Der „Nationale Bewertungsrahmen Tierhaltungsverfahren“ wurde von der Bundesforschungsanstalt für Landwirtschaft und dem Kuratorium für Technik und Bauwesen in der Landwirtschaft (KTBL) erstellt. |
| Kritische Kontrollpunkte (Critical Control Points) |                                                   | Das Konzept der kritischen Kontrollpunkte (CCP) dient in der Lebensmittelindustrie und der Tierhaltung der risikoorientierten Bewertung der Produktionsprozesse nach vorgegebenen Standards. An den Kontrollpunkten müssen bestimmte Zielwerte erreicht werden. Bei der Haltung von Mastschweinen und Sauen kann z. B. das Vorhandensein von Beschäftigungsmaterial als kritischer Kontrollpunkt gelten.                                                     |
| Checklisten                                        | tierbezogen, ressourcenbezogen                    | Verschiedene Checklisten (z. B. Bioland, Deutsche Landwirtschafts-Gesellschaft) eignen sich für das Eigenmonitoring durch den Tierhalter. Anhand der Checklisten sollen Landwirte die Problembereiche im Stall selbst erkennen können. |

Zudem werden in Kooperation verschiedener Akteure der Lebensmittelkette im Rahmen von Label- bzw. Zertifizierungssystemen Indikatoren weiterentwickelt und verwendet. Ähnlich wie beim Bio-Siegel müssen die Tierhalter bestimmte Auflagen erfüllen bzw. einen bestimmten Gesundheitsstatus der Tiere nachweisen, um die Kennzeichnungen zu erhalten. Die Vorgaben sind dabei je nach Label und Zertifizierungssystem unterschiedlich. Beispiele sind „Neuland“, „Für mehr Tierschutz“, „Tierschutz kontrolliert“ und „AssureWel“.

### Problematik der Bewertung

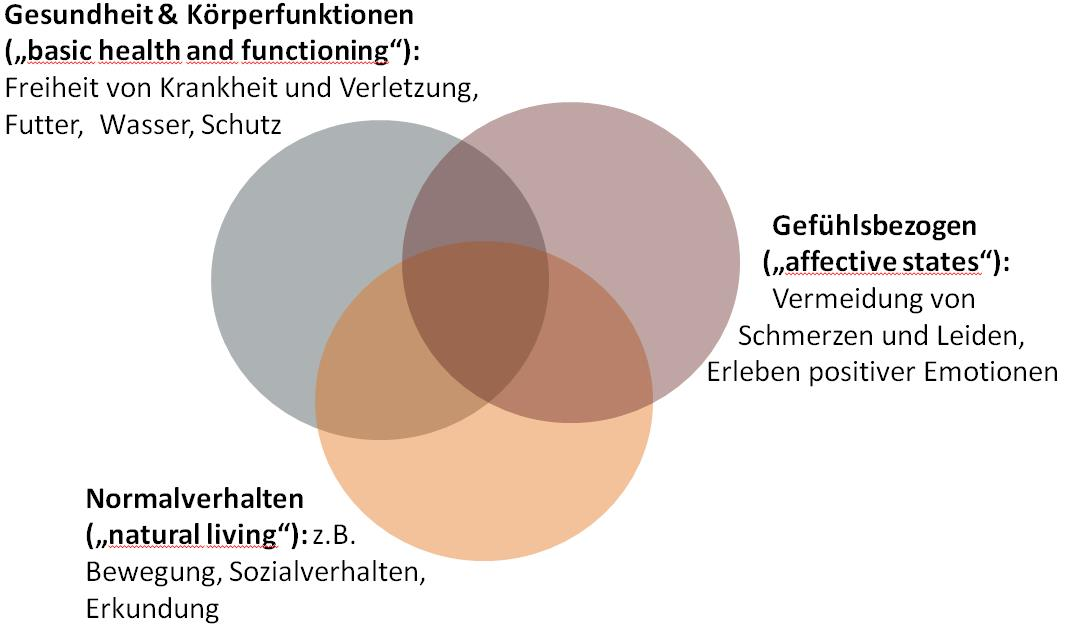
Drei-Kreise-Modell des Tierwohls nach David Fraser (2008). Die Komponenten des Tierwohls überschneiden sich nur im mittleren Bereich. Da sie teilweise voneinander unabhängig sind, hängt eine Gesamtbewertung des Tierwohls davon ab, welche Bedeutung den einzelnen Komponenten beigemessen wird. (Fraser verwendete in der Grafik nur die englischen Begriffe. Die deutschen Begriffe und Hinweise zur Bedeutung wurden ergänzt.)

Bei der Beurteilung der Tiergerechtheit spielen Werte eine wichtige Rolle. Unterschiedliche Wertvorstellungen sind eine Ursache für voneinander abweichende Bewertungen der Tiergerechtheit von Haltungs- und Managementverfahren. Wird der Tiergesundheit ein hoher Stellenwert beigemessen und den natürlichen Verhaltensweisen ein geringerer Stellenwert, kann eine Stallhaltung auf engem Raum positiv bewertet werden, solange die Tiere trotz der mangelnden Bewegungsmöglichkeit körperlich gesund bleiben. Bei einer höheren Bewertung der natürlichen Verhaltensweisen werden extensive Haltungsverfahren positiv bewertet, auch wenn diese mit gesundheitlichen Problemen der Tiere einhergehen (z. B. Parasitenbefall von Legehennen in der Freilandhaltung).
David Fraser hat in dem wegweisenden Beitrag Understanding animal welfare (2008) herausgearbeitet, dass die drei Komponenten des Tierwohls zwar teilweise miteinander korreliert sind (in der Grafik als Überschneidungsbereiche dargestellt), aber teilweise auch unabhängig voneinander sind. Jede Komponente des Tierwohls bietet einen brauchbaren Zugang zur Erforschung des Tierwohls und zur Erarbeitung von Verbesserungen in der Tierhaltung. Fraser betont, dass sowohl wissenschaftliche Erkenntnisse als auch außerwissenschaftliche Werturteile in die Beurteilung des Tierwohls eingehen. Die Tiergesundheit und das arttypische Verhalten wurden inzwischen sehr gut beschrieben und können objektiv erfasst werden, während die Empfindungen der Tiere bisher nur ansatzweise erforscht werden konnten.
Auch bei den einzelnen Indikatoren muss zwischen der Messung des Indikators (z. B. Anteil lahmer Kühe in einem Bestand) und dessen Bewertung (was kann als „gut“ bezeichnet werden?) unterschieden werden. Nur die Messung beruht auf wissenschaftlichen Erkenntnissen, nicht aber die Bewertung. Beträgt beispielsweise der Anteil lahmender Kühe in einem Betrieb 28 Prozent, so kann dies je nach gewähltem Bewertungsmaßstab zu einer negativen Bewertung oder einer positiven Bewertung führen.
Das Bewertungsproblem tritt in verstärktem Maße bei der Zusammenfassung von Daten und Informationen zu einer Gesamtbewertung der Tiergerechtheit bspw. für einen Betrieb auf. Zwar liegen für eine Reihe von Umweltressourcen (wie bspw. Größe des Stalls, Gestaltung der Liegefläche, Vorhandensein von Beschäftigungsmaterial, abgetrennte Liegebereiche) Erkenntnisse über die Präferenzen der Tiere hierfür vor. Um diese für eine Gesamtbewertung zusammenzuführen, wäre es aber notwendig, die relative Wichtigkeit der verschiedenen Ressourcen zueinander zu kennen. So müsste beispielsweise die Frage beantwortet werden können, ob einem Schwein eine weiche Liegefläche wichtiger ist als ungestörte Nahrungsaufnahme. Auch wenn es für derartige Fragestellungen experimentelle Ansätze gibt, sind sie methodisch und konzeptionell kompliziert. Noch schwieriger wird es, wenn die Relevanz von Indikatoren verschiedener Aspekte der Tiergerechtheit für eine Gesamtbewertung aggregiert werden sollte. Hier müsste beantwortet werden, welche Relevanz etwa eine gesunde Lunge im Vergleich zu der Möglichkeit, in einer stabilen sozialen Gruppe leben zu können, hat. Weiter erschwert wird eine Gesamtbewertung, wenn sich verschiedene Indikatoren gegenseitig negativ beeinflussen.
Zwar gibt es Möglichkeiten, durch Befragungen von Experten und/oder auch gesellschaftlicher Gruppen eine Einschätzung der Relevanz der verschiedenen Indikatoren vorzunehmen. Die Ergebnisse bleiben aber konzeptionell unbefriedigend, weil sich die Bewertung zu einem gewissen Grad von der tierbezogenen Sichtweise löst. Daher ist es fraglich, ob es einen Sinn ergibt, zugunsten einer besser zu kommunizierenden Gesamtbewertung (etwa im Sinne eines Indexes für Tiergerechtheit) eine erhebliche Unschärfe in der Aussagekraft in Kauf zu nehmen.

## Probleme in der landwirtschaftlichen Nutztierhaltung
Nachfolgend werden einige Problemfelder genannt, also Bereiche, in denen das Tierwohl erfahrungsgemäß oft beeinträchtigt ist. Es werden regelmäßig Untersuchungen zum aktuellen Stand veröffentlicht (z. B. Stellungnahmen der EFSA oder Untersuchungen zum ökologischen Landbau).

### Geflügel
Legehennen
- Tötung männlicher Eintagsküken
- Kupieren der Schnäbel/Federpicken, Kannibalismus
- eingeschränktes Normalverhalten in einigen Haltungsverfahren

Mastgeflügel
- eingeschränkte Lauffähigkeit
- Fußballenentzündungen
- kontrollierte bzw. restriktive Fütterung (Hunger) der Elterntiere in der Zucht
- eingeschränktes Normalverhalten (Bewegung, Beschäftigungsmöglichkeiten)

### Rinder
Milchkühe
- Fruchtbarkeitsstörungen
- Klauenerkrankungen, Lahmheiten
- Euterentzündungen (Mastitis)
- Stoffwechselstörungen

Mastrinder (Stallhaltung)
- Schwanzspitzennekrosen
- hohe Sterberate (bei Kälbern)
- eingeschränktes Normalverhalten (Bewegungsmöglichkeiten, Schlafen)

### Schweine
Mastschweine und Ferkel
- hohe Sterberate (bei Ferkeln)
- Kupieren von Schwänzen/Kannibalismus
- betäubungslose Kastration
- eingeschränktes Normalverhalten (Bewegungsmöglichkeiten, Beschäftigung)

Sauen
- eingeschränktes Normalverhalten (Bewegung, Nestbau)
- Verletzungen: Schürfwunden im Kastenstand, Bissverletzungen in Gruppenhaltung
- Lahmheiten, Schäden am Bewegungsapparat (Gelenke, Klauen)

### Tiertransporte und Schlachtung
Bei Tiertransporten werden folgende Probleme häufig thematisiert: Fahrtzeiten, Hitze- und Kältestress sowie Mängel bei der Ausstattung (z. B. Zugang zu Wasser, Klimaanlagen) und die Überbelegung der Transportfahrzeuge.
Bei der Schlachtung werden folgende Probleme häufig thematisiert: Hohes Stressniveau insbesondere beim Entladen und Treiben der Schlachttiere. Verletzte Tiere werden roh behandelt. Vor dem Entbluten sind die Tiere teilweise nicht ordnungsgemäß betäubt. Hohe Fluktuation, unzureichende Qualifikation und mangelndes Verantwortungsbewusstsein des Schlachtpersonals.